# Ère élisabéthaine

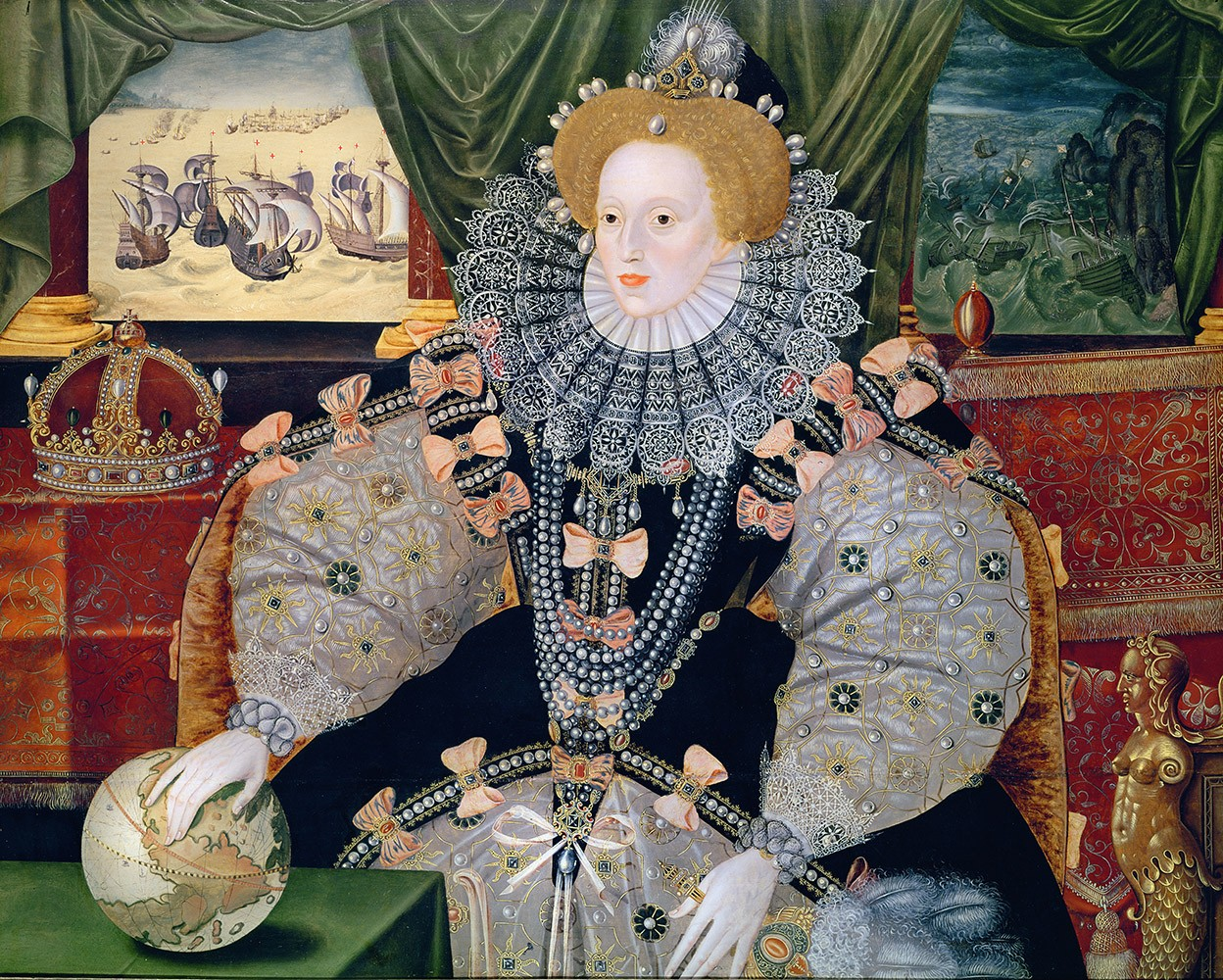
La reine Élisabeth Ire par Marcus Gheeraerts. Greenwich, Angleterre.

L'ère élisabéthaine (Elizabethan era) est la période de l'histoire de l'Angleterre et de l'Irlande associée au règne de la reine Élisabeth Ire (1558-1603).
Apogée de la Renaissance anglaise, l'ère élisabéthaine fut un âge d'or artistique et culturel : la littérature, la poésie, le théâtre (dit théâtre élisabéthain) s'y épanouirent sous l'impulsion de Christopher Marlowe, de William Shakespeare et de Ben Jonson ; le trésor de Cheapside témoigne de la richesse artistique et de la vitalité des activités économiques internationales de l’époque. La puissance et l'influence de l'Angleterre dans le monde s'y affirmèrent, tandis que la réforme protestante s'ancra profondément dans l'âme nationale.
L'ère élisabéthaine est d'autant plus remarquable qu'elle contraste fortement avec les deux périodes qui l'encadrent. Elle fut une brève période de paix civile, après la difficile réforme anglaise et avant les conflits sanglants qui allaient opposer catholiques et protestants, puis Parlement et monarchie au XVIIe siècle. Le conflit entre catholiques et protestants fut suspendu, pendant un temps, par le Règlement religieux élisabéthain, et le parlement n'était pas encore assez puissant pour s'opposer à l'absolutisme royal.
Ce fut aussi pour l'Angleterre une époque de prospérité en comparaison aux autres nations d'Europe. La Renaissance italienne était terminée, sous le poids de la domination étrangère en Italie. La France était enlisée dans ses propres guerres de religion, qui n'allaient s'achever qu'en 1598 avec l'édit de Nantes. En partie pour cette raison, le règne d'Élisabeth vit pour la première fois depuis des siècles une paix durable entre la France et l'Angleterre. Le seul grand rival restait l'Espagne, à laquelle l'Angleterre se heurta aussi bien en Europe qu'en Amérique. Ces rivalités aboutirent à la guerre anglo-espagnole de 1585 à 1604. À la destruction de l'Invincible Armada par les Anglais en 1588 répondit la victoire espagnole sur l'expédition Drake-Norreys en 1589. Quelque temps plus tard, l'Espagne apporta son soutien aux catholiques irlandais dans leur lutte contre l'Angleterre et infligea une série de défaites aux forces britanniques. Ce conflit retentit sur l'économie anglaise qui avait été restaurée sous la direction prudente d'Élisabeth. La rivalité avec l'Espagne entrava la colonisation et le commerce anglais jusqu'à la signature du traité de Londres en 1604.
Organisé autour d'un gouvernement centralisé et efficace, héritage des réformes d'Henri VII et Henri VIII, le pays commença à bénéficier économiquement du commerce transatlantique.

## Personnalités artistiques

### Dramaturges
- Christopher Marlowe
- William Shakespeare
- Ben Jonson
- Robert Greene
- John Fletcher
- John Lyly

### Poètes
- Edmund Spenser
- Philip Sidney
- Walter Raleigh

### Musiciens
- John Dowland
- Orlando Gibbons
- Thomas Tallis
- William Byrd
- Thomas Campion
- John Johnson
- Daniel Bacheler

Musiciens de l'ere elisabethaine